# Symfonie nr. 100 (Haydn)
De Symfonie nr. 100 is een symfonie van Joseph Haydn, voltooid in 1793 of 1794. Ze is ook bekend als de Militaire Symfonie. Het is de achtste uit zijn Londense symfonieënreeks, die hij componeerde naar aanleiding van twee bezoeken aan Londen.
De bijnaam Militaire Symfonie wordt veroorzaakt door de bezetting: Haydn gebruikt heel wat slaginstrumenten, waardoor een soort mars ontstaat.

## Bezetting
- 2 fluiten (in sommige uitvoeringen komt maar 1 fluit voor)
- 2 hobo's
- 2 klarinetten
- 2 fagotten
- 2 hoorns
- 2 trompetten
- Pauken
- Triangel
- Bekkens
- Grote trom
- Strijkers

## Delen
Het werk bestaat uit vier delen:
1. Adagio - Allegro
2. Allegretto
3. Menuetto: Moderato
4. Finale: Presto

## Beluisteren
- https://www.youtube.com/watch?v=QSeFoFdURWk

1 · 2 · 3 · 4 · 5 · 6 (Le Matin) · 7 (Le Midi) · 8 (Le Soir) · 9 · 10 · 11 · 12 · 13 · 14 · 15 · 16 · 17 · 18 · 19 · 20 · 21 · 22 (De Filosoof) · 23 · 24 · 25 · 26 (Lamentatione) · 27 · 28 · 29 · 30 (Halleluja) · 31 (Hoornsignaal) · 32 · 33 · 34 · 35 · 36 · 37 · 38 (Echo) · 39 · 40 · 41 · 42 · 43 (Mercurius) · 44 (Treursymfonie) · 45 (Afscheidssymfonie) · 46 · 47 (Palindroom) · 48 (Maria Theresia) · 49 (La Passione) · 50 · 51 · 52 · 53 (L'Impériale) · 54 · 55 (De schoolmeester) · 56 · 57 · 58 · 59 (Vuursymfonie) · 60 (Il distratto) · 61 · 62 · 63 (La Roxelane) · 64 (Tempora mutantur) · 65 · 66 · 67 · 68 · 69 (Laudon) · 70 · 71 · 72 · 73 (La chasse) · 74 · 75 · 76 · 77 · 78 · 79 · 80 · 81

88 · 89 · 90 · 91 · 92 (Oxford)